# 瓦曼卡卡奇科區
瓦曼卡卡奇科區（西班牙語：Distrito de Huamancaca Chico）是秘魯的一個區，位於該國中部胡寧大區的丘帕卡省，始建於1962年3月6日，面積11.3平方公里，海拔高度3,186米，2005年人口4,365，人口密度每平方公里390人。